# 北京大学証券投資研究会

## 概要
北京大学証券投資研究会は英文名Peking University Economic Investment Nestの略称ペイン（PEIN）と呼ばれ、2006年北京大学経済学科卒業生を主軸に設立された金融圏学会組織で、初代会長は大韓民国政府の中国専門家だ。PEINは北京大学校友会、未来アセット、ハナ金融投資、新韓金融投資などの後援を受けてきており、金融投資協会所属だった社団法人中国資本市場研究会直属で、当社団法人中資研理事長承認の下、セッションにも定期的に参加している。 PEINはソウル大学校と延世大学校金融学会と共同フォーラムも主催してがおり、習近平の母校であり北京大とともに中国共同1位格の名門大清華大学出身者もよく参加する。毎週産業、企業、イシューなどの報告書を国際経済的視点で発行して配布している。
北京大学証券投資研究会は校内団体に限定されるのではなく、北京大学出身の韓中金融圏実務者たちが諮問して活動している実務中心の公認団体であり、ビズとイーデイリーの経済フォーラムにも定期参加している。PEIN会員はMBAや金融界、トップティアコンサルティングの役職員出身、北京大学経済学教授、研究員、顧問などの人員で構成されており、当研究会は現職者と専門家会員のインサイトが重点的に反映される専門学会組織に分類される。実際、約1300坪の韓国創業院院長兼北京大学韓半島研究所研究員によると、PEIN会員のキャリア、すなわちPEIN　Alumniのキャリア方向はJPモルガン・チェース、NH投資証券など国内外のトップクラスIB、証券会社、MBBなどのconsulting firm、Big 4の他にもサムスン、SK、ネイバーなど有数企業を中心に布陣している。中国資本市場研究に必要な基盤知識を習得する学術学会であり、 学期ごとに複数のチームを構成し、中国の各産業、企業分析およびマクロレポート作成を主に実施している。2014年から中国資本市場研究会など同門の方々の後援を受け、「資本市場フォーラム」を開催している。ペインは現地でしか得られない情報を基に、深みのある内容を作成する。 作成するコラムは2種類である。
① 中国企業分析 香港、上海、深圳取引所に上場されている注目すべき中国企業を選定し、企業の事業現況、経営陣、製品などの基本的情報を叙述し、背景産業、売上、財務現況を綿密に分析してBuyまたはSellの意見まで出す。 
② 中国マクロ分析 最近、中国政府が発表した政策が市場に及ぼす影響、現地市場のトレンド、産業群別に分析し、UpsideまたはDownsideの銘柄を導出する。

## 開催フォーラム
```
* 第1回フォーラム： 中国のインターネット市場、そして
百度
、
アリババ
、
テンセント
、BATが率いる生態系。 2014年12月
北京大学
開催。
* 第2回フォーラム：チャイナマネーIn&OutLOEと共催。 2016年12月
北京大学
開催。
* 第3回フォーラム：中国の新成長産業。 IFS(
ソウル大学
金融財務学会)、YFL(
延世大学
金融学会)と共催。 2017年12月
北京大学
開催。
* 第4回フォーラム：中国、環境強国に跳躍。 IFS(
ソウル大学
金融財務学会)、YFL(
延世大学
金融学会)と共催。 2018年12月
北京大学
開催。
[
8
]
[
9
]
```